# Río Olt
El río Olt (en rumano y en húngaro; alemán: Alt; Latín: Aluta o Alutus) es un río que discurre por Rumania, un afluente de la margen izquierda del río Danubio. Su longitud total es de 615 km y drena una cuenca de 24.050 km² (similar a países como Macedonia, Yibuti o Belice).
El río atraviesa los distritos rumanos de Harghita, Covasna, Braşov, Sibiu, Vâlcea y Olt.

## Geografía

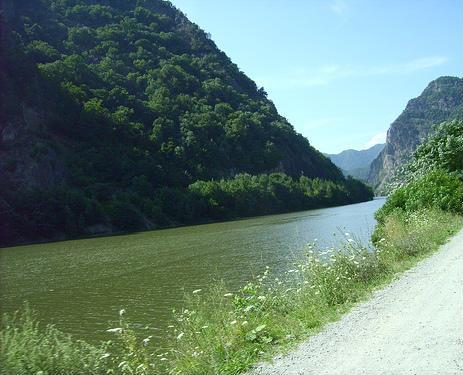
El río Olt en Turnu Roşu.

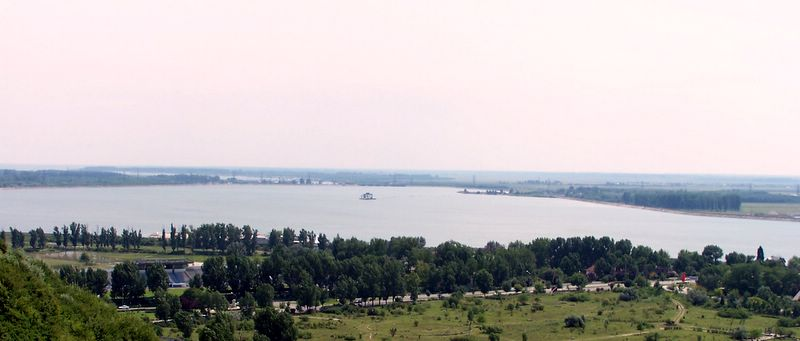
El río Olt a su paso por la ciudad de Slatina, Rumania.

Nace en las laderas de las montañas de Hăşmaşu Mare de los montes Cárpatos Orientales. Fluye en dirección oeste, posteriormente vira al sur, después pasa en forma transversal la cordillera de los Alpes de Transilvania y desemboca en el río Danubio, cerca de Turnu Măgurele ( 30.187 hab. en 2002).
Este río era conocido en la antigüedad romana como Alutus or Aluta. El distrito de Olt y la provincia histórica de Oltenia reciben su nombre de él.
En sus riberas se encuentran las ciudades de Bălan (7.902 hab.), Sândominic (6.401 hab.), Miercurea-Ciuc (42.029 hab.), Sfântu Gheorghe (61.543 hab.), Făgăraş (40.126 hab.), Brezoi (6.859 hab.), Călimăneşti (8.923 hab.), Râmnicu Vâlcea (107.726 hab.), Drăgăşani (22.499 hab.), Slatina (79.171 hab.) y Drăgăneşti-Olt (12.195 hab.).
El río tiene muchísimos afluentes, aunque ninguno de ellos de importancia, salvo el río Olteț, en su curso bajo, con 186 km de longitud y una cuenca de 2.474 km².

## Notas

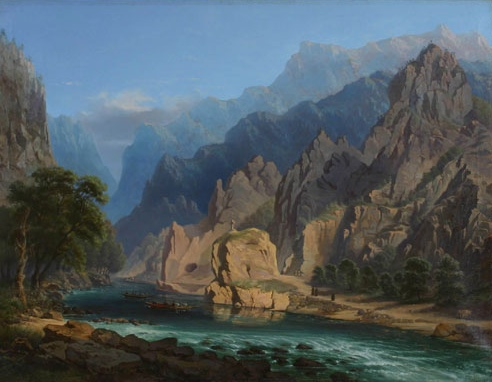
Valle del Olt, obra de Carol Popp de Szathmary.